# Villa Floridiana

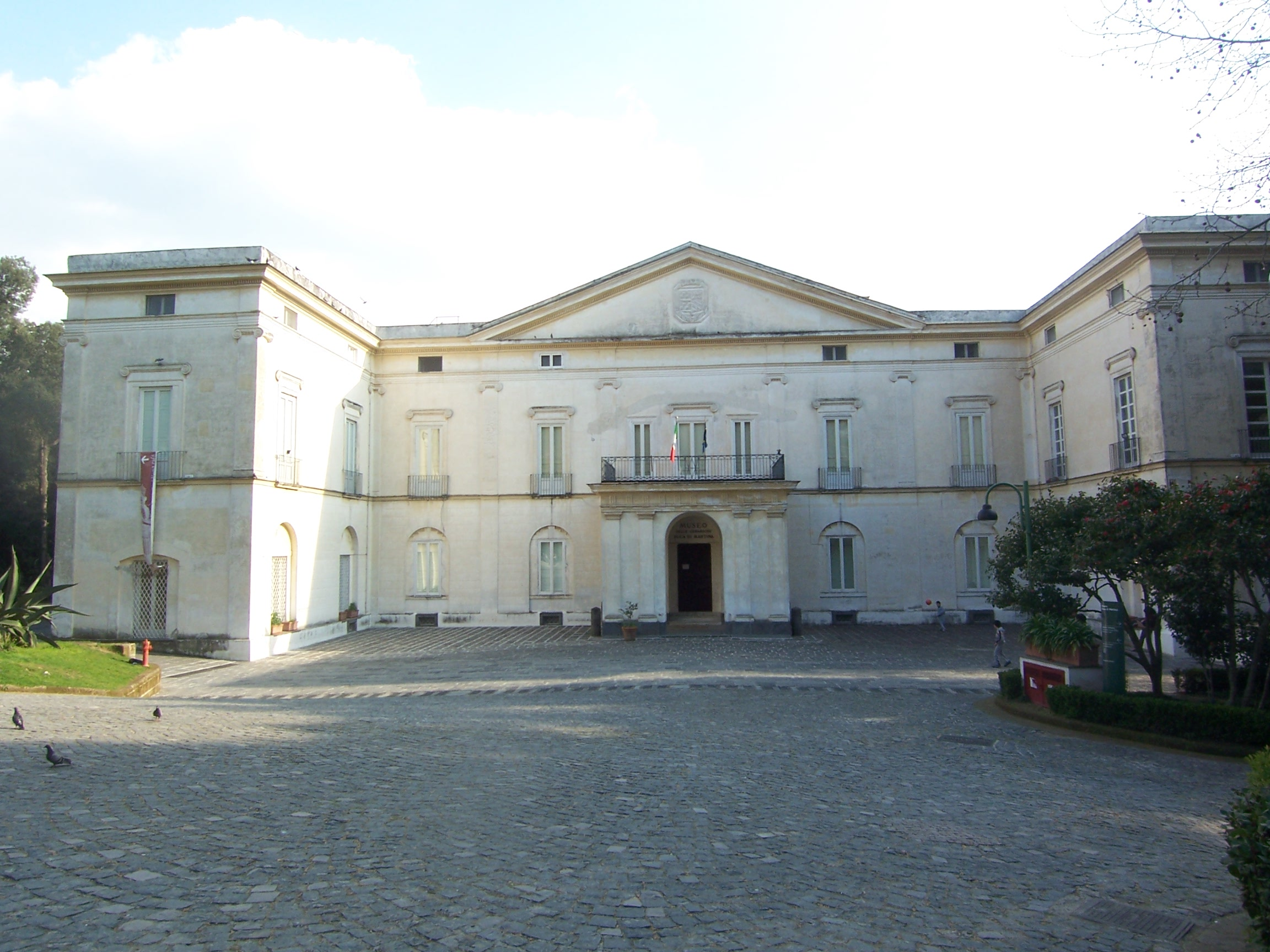
Villa Floridiana in Napels

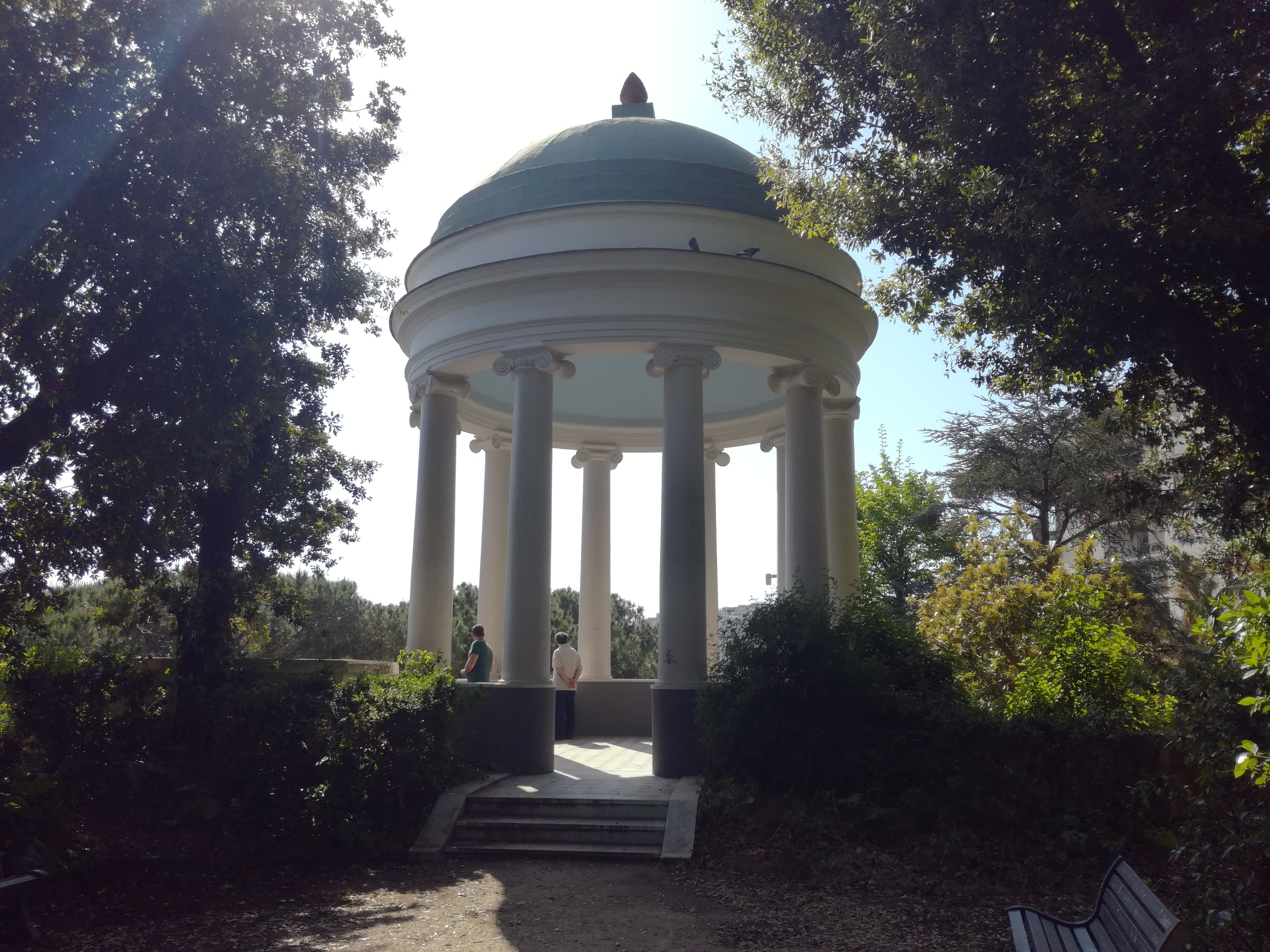
Gloriette in het park, met zicht op zee

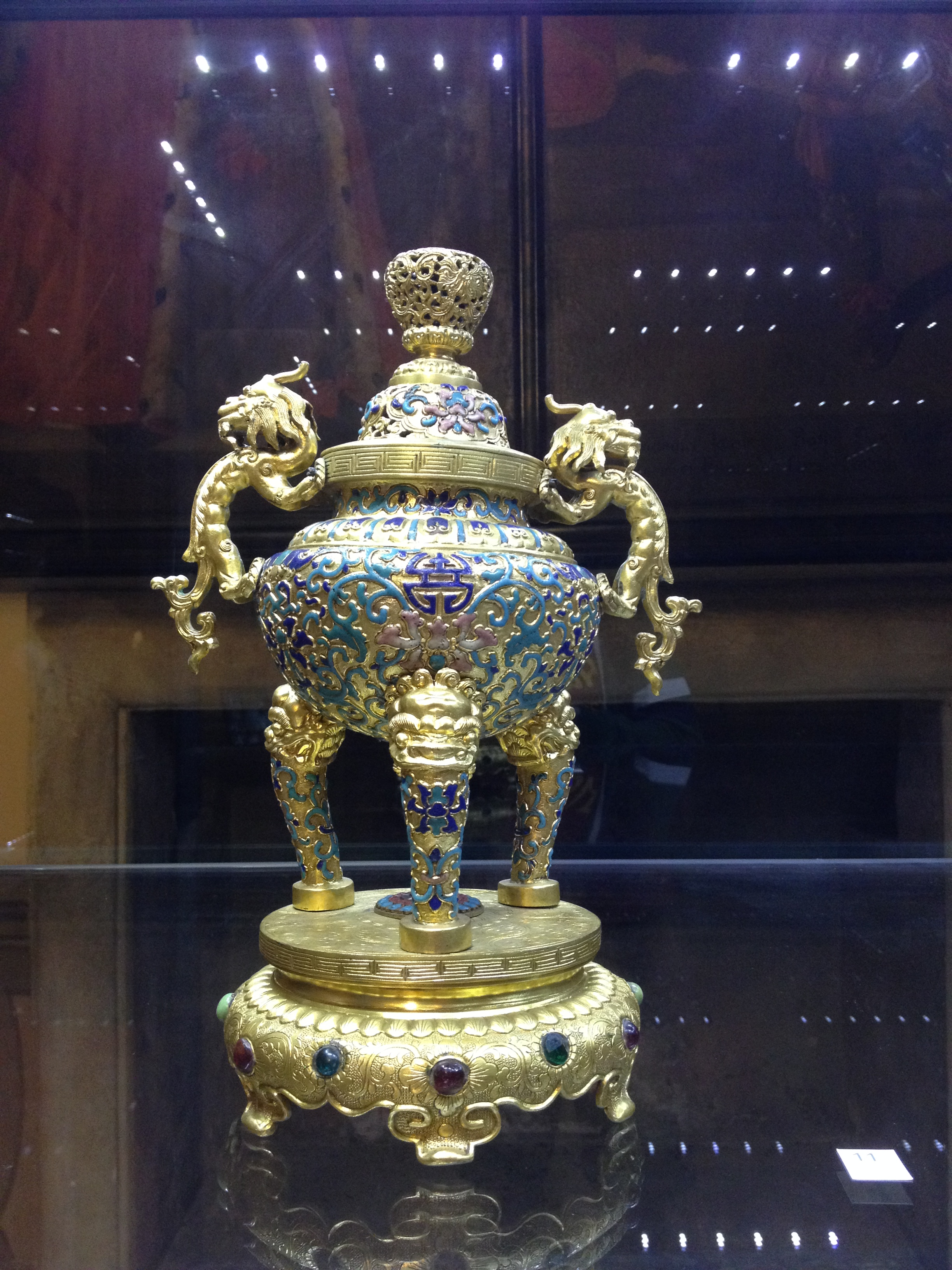
Chinees porselein (18e eeuw) in het keramiekmuseum Duca di Martina

De Villa Floridiana (1819) in de Zuid-Italiaanse stad Napels was de koninklijke residentie van Lucia Migliaccio, tweede echtgenote van Ferdinand I der Beide Siciliën. Het is gelegen in de wijk Vomero. Het park van de villa loopt af naar de baai van Napels. 
De Villa Floridiana huisvest het museum Museo Nazionale (della ceramica) Duca di Martina sinds 1931. 

## Naam
De naam is deze van de titel van Lucia Migliaccio: hertogin van Floridiana. Deze titel kreeg ze van koning Ferdinand I der Beide Siciliën bij hun huwelijk.

## Historiek
Het oorspronkelijk enorm terrein op de berg Vomero behoorde vanaf de 16e eeuw tot de Orde der Benedictijnen en de paters Lucchesi. Het terrein geraakte versnipperd doordat de koninklijke familie van het koninkrijk Napels progressief gronden opkocht. Eind van de jaren 1700 kocht de Fransman Francesco Chevreux, minnaar van koningin Maria Carolina, ook een terrein van de paters Lucchesi. Chevreux bouwde er een landhuis en liet een park aanleggen. Het landgoed stond ter beschikking van koningin Maria Carolina.
Nadat Jozef Napoleon koning van Napels werd (1806), kocht Cristoforo Saliceti het landgoed. Hij was de machtige minister van binnenlandse zaken van Jozef Napoleon. Hij liet bijgebouwtjes in het park oprichten. Het landhuis werd uitgebouwd. Saliceti stierf in 1809. Zijn familie behield het landhuis om feestelijkheden te organiseren voor koning Joachim Murat en zijn echtgenote Caroline Bonaparte. In 1815 was de Napoleontische periode afgelopen in Napels. Koning Ferdinand IV van Napels keerde terug als koning Ferdinand I der Beide Siciliën. Ferdinand I eiste het domein van de familie Saliceti op. Bovendien kocht hij de aanliggende percelen van markies Sinna omdat daar een belangrijk waterreservoir lag, alsook het perceel van pastoor don Vincenzo Picono, zodat het landgoed een toegang kreeg tot de wijk Chiaia. Het landgoed was hierdoor belangrijk uitgebreid. 
In 1817 startte de bouw van de Villa Floridiana. Deze was bedoeld voor zijn tweede echtgenote, Lucia Migliaccio, met wie hij kort tevoren gehuwd was. Migliaccio was weduwe van prins Benedict van het Huis Grifeo. De architect van de Villa Floridiana was Antonio Niccolini, een befaamd architect in Napels. In 1819 was de villa klaar. Het was een paleis in neoclassicistische stijl. Niccolini tekende ook de plannen voor het park; het park had een poppentheater, boomgaarden, standbeelden, een waterval en een kunstmatige rotsholte. Op een brug in het park staat op een zijde ‘Ferdinando I 1819’ en op de andere zijde ‘Lucia Duchessa di Floridia’. Een kleine gloriette was een favoriete plek van Migliaccio om uit te rusten. In het park huppelden 18 kangoeroes in het rond; deze dieren waren volstrekt onbekend voor de Napolitanen. Ferdinand I had ze gekocht van een Engelse handelaar.
In 1825 stierf koning Ferdinand I. Lucia Migliacco liet haar kinderen uit haar eerste huwelijk mee inwonen in de Villa Floridiana. Zijzelf trok zich terug in het oudste deel, namelijk het huis van minister Saliceti. Deze woning noemden haar kinderen de Villa Lucia. Zij stierf kort na haar man, in het jaar 1826. Haar jongste dochter Marianna betrok vervolgens het paleis gebouwd door architect Niccolini. In de jaren 1895 liet Friedrich Dehnhardt 150 zeldzame bloemen en bomen planten. Zo gaat het onder meer om Camellia’s en cederbomen.
De erfgenamen van Lucia Migliaccio verkochten de Villa Floridiana aan de Italiaanse Staat (1919). De stad was ruimte aan het zoeken om de kunstcollectie van de hertogelijke familie di Martina onder te brengen. De keuze viel op de Villa Floridiana. De collectie bevat hoofdzakelijk tal van porselein afkomstig uit diverse landen, doch ook enkele bronzen beelden en schilderijen. Het museum genoemd naar het porselein van de familie di Martina opende de deuren in 1931. In de jaren 2007-2013 werd een grondige restauratie van het museum doorgevoerd.
- Virtual International Authority File: 172916440